# King Ink
King Ink est le premier recueil de poèmes de Nick Cave. 
Paru une première fois chez Black Spring Press en 1988, King Ink s'ouvre sur les textes de Prayers on Fire et se referme sur les textes de l'album Tender Prey, sorti peu de temps avant la même année. King Ink reprend des textes de chansons, plusieurs textes inédits, pièces de théâtre en un acte, incluant une partie de son travail avec l'artiste américaine Lydia Lunch, son ex-petite amie. Les traductions parues de Nick Cave chez Le Serpent à Plumes sont de mauvaise qualité, et ne reprennent aucune des illustrations ou photos des éditions originales ; recueils de textes de chansons et de pièces de théâtre, incluant une partie de son travail avec l'artiste américaine Lydia Lunch.
Nick Cave y relate, entre autres, sa rencontre avec Blixa Bargeld, proche collaborateur depuis cette époque, de leur première rencontre à ses impressions, lors d'une émission télévisée néerlandaise. Blixa Bargeld quitte Nick Cave and the Bad Seeds en 2003.

## Liens Externes
- (en) Site officiel de Nick Cave & The Bad Seeds